# Livius Andronicus
Pour les articles homonymes, voir Andronicus.
Sauf précision contraire, les dates de cet article sont sous-entendues « avant l'ère commune », c'est-à-dire « avant Jésus-Christ ».
Œuvres principales
- Odusia
- Danaé
- Andromède
- Tereus
- Achilles
- Ajax mastigophorus

Livius Andronicus, né à Tarente vers 280 av. J.-C., mort à Rome vers 200, est un poète, dramaturge et acteur romain de langue latine. Il est le premier poète latin dont le nom nous soit connu.
De naissance et de culture grecques, il fit représenter à Rome en 240 une pièce de théâtre qui est traditionnellement considérée comme la première œuvre littéraire écrite en latin. Il fut pour cette raison un précurseur, un passeur de témoin entre la littérature grecque et la nouvelle littérature latine. Il composa par la suite de nombreuses autres œuvres, probablement des traductions d'Eschyle, de Sophocle et d'Euripide.
Il traduisit en vers saturniens l’Odyssée d'Homère, sans doute dans le but de mettre en contact les jeunes Romains avec l'étude de la littérature. Même si son Odusia resta longtemps en vigueur comme un texte scolaire, son œuvre a été considérée à l'âge classique comme excessivement primitive et de faible valeur, de sorte qu'elle a été longtemps méprisée.
Il offrit aussi à Rome sa première pièce lyrique en latin : un chant de procession pour un chœur de jeunes filles. En signe de gratitude et d'appréciation, les autorités reconnurent la corporation des poètes et des acteurs et lui attribuèrent une salle de séance, dans un temple.
Il ne reste de ses œuvres que des fragments dans des textes qui en citent des extraits. Ces fragments, bien que rares, permettent de relever l’influence de la littérature contemporaine, la littérature hellénistique alexandrine, et une particulière prédilection pour les effets de pathos et de préciosité codifiés par la suite dans la langue littéraire latine.

## Biographie

### Nom
Dans les sources anciennes, il est fréquemment désigné sous le nomen de Livius, du nom de la gens dont il fut l'esclave lors de son arrivée à Rome, et qu’il prit après son affranchissement. Il garda comme cognomen son nom grec, latinisé en Andronicus ; le nom de Lucius Livius (en forme courte L. Livius) est également attesté chez Aulu-Gelle, et Cassiodore.

### Dates
Nos principales sources concernant les dates sont :
Cicéron, dans son Brutus : « Or, c'est Livius qui, le premier, fit représenter une pièce de théâtre, sous le consulat de Caius Claudius, fils de Cæcus, et de Marcus Sempronius Tuditanus, un an avant la naissance d'Ennius, et cinq cent quatorze ans après la fondation de Rome […]. », ses Tusculanes : « La première pièce de théâtre qui ait été jouée à Rome le fut sous le consulat de Claudius et de Tuditanus, vers l'an de Rome cinq cent dix. Ennius naquit l'année suivante ; il a précédé Plaute et Névius. », et son De senectute dans lequel, faisant parler Caton l'Ancien, il écrit : « J'ai vu aussi dans sa vieillesse notre Livius ; il avait fait représenter une pièce six ans avant ma naissance, sous les consuls Centon et Tuditanus, et il vécut jusqu'au temps de ma jeunesse. »
Tite-Live : « […] Puis entrent en charge comme consuls Caius Claudius Néron et Marcus Livius, consul pour la seconde fois. […] Avant le départ des consuls, on fit une neuvaine, parce qu'à Veies il avait plu des pierres. Dès qu'on eut parlé de ce prodige, on en annonça […] d'autres encore […]. Les pontifes décidèrent […] que trois groupes de neuf jeunes filles parcourraient la ville en chantant un hymne. Tandis qu'elles apprenaient […] cet hymne, composé par le poète Livius […]. » (« … »), et Aulu-Gelle : « […] le poète L. Livius apprit aux Romains l'art dramatique, cent soixante ans et plus après la mort de Sophocle et d'Euripide, cinquante-deux environ après celle de Ménandre. » .
Cicéron relate, à la suite du passage cité du Brutus, le point de vue de Lucius Accius, auquel il n'adhère pas :
| « Accius prétend que Livius Andronicus fut pris et amené de Tarente par Quintus Maximus pendant son cinquième consulat, trente ans après la date où, suivant le dire d'Atticus, confirmé par ce que j'ai découvert moi-même dans nos anciens commentaires, il fit représenter une pièce ; et, pour Accius, la représentation eut lieu onze ans plus tard, sous le consulat de Caius Cornélius et de Quintus Minucius Rufus, aux Jeux de la Jeunesse, que Salinator avait fait vœu d'instituer pendant la bataille de Sienne. Or Accius se trompe lourdement, puisque, sous ces consuls, Ennius avait quarante ans ; Livius, à ce compte, serait son contemporain, et ainsi, le premier auteur dramatique serait plus jeune que Plaute et Nævius, qui, avant cette date, avaient déjà fait représenter plusieurs pièces. » | « Accius autem a Q- Maxumo quintum consule captum Tarento scripsit Liuium annis xxx post quam eum fabulam docuisse et Atticus scribit et nos in antiquis commentariis inuenimus; docuisse autem fabulam annis post xi, C- Cornelio Q- Minucio consulibus ludis Iuuentatis, quos Salinator Senensi prœlio uouerat. in quo tantus error Acci fuit, ut his consulibus xl annos natus Ennius fuerit: quoi æqualis fuerit Liuius, minor fuit aliquanto is, qui primus fabulam dedit, quam ii, qui multas docuerant ante hos consules, et Plautus et Næuius. » |

En somme, seules les dates de 240 et 207 semblent assurées.
Jérôme de Stridon apporte des détails supplémentaires, qui tendent à confirmer la capture à Tarente et la réduction en esclavage de Livius. Dans ses Chroniques, pour l'an 1829 de l'ère d'Abraham ou la deuxième année de la 148e olympiade, c'est-à-dire en 186, il écrit : « Titus Livius est considéré comme un célèbre auteur de tragédies qui, en raison du mérite de son esprit, fut affranchi par Livius Salinator, dont il avait instruit les enfants » (« Titus Livius tragœdiarum scriptor clarus habetur, qui ob ingenii meritum a Livio Salinatore, cuius liberos erudiebat, libertate donatus est. »).
Jérôme est le seul auteur à le nommer Titus. Ce passage est ambigu concernant les événements : Livius Andronicus pourrait avoir été libéré ou, ayant été libéré longtemps auparavant, simplement honoré. Livius Salinator pourrait être Caius Livius Salinator, son père Marcus Livius Salinator, ou son grand-père Marcus. Si Jérôme veut dire que son affranchissement a eu lieu en 186, il semblerait dès lors adhérer à l'opinion d'Accius (qui est également celle de Porcius Licinus), qui aurait été présentée dans les passages manquants du traité De Pœtis de Suétone, que Jérôme aurait lus. Ce passage ne permet aucune conclusion définitive. Cependant, le nom mixte de Livius et son association avec Salinator suggère qu'il a effectivement été capturé lors de la première chute de Tarente en 272, vendu au premier Marcus Salinator, a été le précepteur du second, et affranchi quand il eut terminé son enseignement.

### Vie
Livius Andronicus naquit au cours de la première moitié du IIIe siècle av. J.-C. dans la Grande Grèce, mais on ne sait pas grand-chose de certain sur son enfance et son adolescence. Les historiens s'accordent pour dire qu’il naquit à Tarente, une florissante colonie grecque, vers 280, probablement en 284,,.
Selon la tradition, il fut fait prisonnier par les Romains lorsque sa ville natale fut conquise en 272, et fut conduit à Rome où il devint esclave et précepteur dans la maison d'un membre de la famille patricienne des Livii, tombant sous l’autorité du pater familias Marcus Livius Salinator, selon une seconde tradition probablement erronée, rapportée par saint Jérôme. Néanmoins, le constat qui en résulte semble plutôt improbable : Livius Andronicus aurait été déporté à Rome encore enfant, à l'âge de huit ou douze ans environ, et n'aurait dès lors pas eu la possibilité d'acquérir les compétences littéraires qui lui ont permis de recouvrir à Rome un rôle culturel prestigieux.
Il fut affranchi, probablement grâce à ses mérites en tant que précepteur. De naissance et de culture grecques, il voulut introduire le patrimoine culturel hellénique à Rome : il effectua des transcriptions d'œuvres grecques en latin, langue qu'il avait apprise après son arrivée à Rome, et exerça pendant des années la fonction de grammaticus, en donnant des leçons de latin et grec aux jeunes des nobles gentes patriciennes. Ainsi les individus appartenant aux classes les plus élevées commencèrent à comprendre les nombreux et considérables avantages que la connaissance du grec aurait apporté à Rome et favorisèrent de fait l'activité dans l’Urbe de maîtres en langue et culture grecques.
En 240, Livius est chargé, probablement par les édiles curules, de composer une œuvre théâtrale à l’occasion des ludi scænici, qui devaient célébrer la victoire de Rome sur Carthage à l'issue de la première guerre punique. Il est probable qu’il se fût agi d'une œuvre traduite d'un original grec, mais il n’est pas possible de déterminer si cet original relevait de la tragédie ou de la comédie,. Par la suite, Livius Andronicus continua à rencontrer un grand succès en écrivant des drames théâtraux, dont les auteurs contemporains, grâce à son exemple, devinrent familiers. Il fut aussi acteur : « Livius […] était, comme alors tous les auteurs, l'acteur de ses propres ouvrages. »
En 207, pendant la deuxième guerre punique, afin d’éloigner la menace carthaginoise d'Hasdrubal, qui marchait vers le sud de l'Italie pour porter secours à son frère Hannibal, et d'obtenir l'aide divine permettant de défaire les ennemis, les pontifes et le Sénat romain chargèrent Andronicus, qui avait désormais une grande renommée, de rédiger un carmen propitiatoire pour Junon, l'hymne à Iuno Regina.
À la lumière de l’occasion pour laquelle le texte a été composé, il est probable qu’il s’agisse d’une « prière à caractère formulaire et rituel à signification strictement religieux sous la forme d'un partenio grec » ; du texte, il ne reste aucun fragment.
Dans la description de la cérémonie d’expiation en honneur à Junon, l’historien Tite-Live parle de l’hymne en ces termes :
| « Ab æde Apollinis boues feminæ albæ duæ porta Carmentali in urbem ductæ; post eas duo signa cupressea Iunonis reginæ portabantur; tum septem et uiginti uirgines, longam indutæ uestem, carmen in Iunonem reginam canentes ibant, illa tempestate forsitan laudabile rudibus ingeniis, nunc abhorrens et inconditum si referatur; uirginum ordinem sequebantur decemuiri coronati laurea prætextatique. A porta Iugario uico in forum uenere; in foro pompa constitit et per manus reste data uirgines sonum uocis pulsu pedum modulantes incesserunt. Inde uico Tusco Uelabroque per bouarium forum in cliuum Publicium atque ædem Iunonis reginæ perrectum. Ibi duæ hostiæ ab decemuiris immolatæ et simulacra cupressea in ædem inlata. » | « Aussitôt après, les décemvirs fixèrent un jour pour un autre sacrifice à la même déesse. Voici quel fut l'ordre de la cérémonie : du temple d'Apollon, deux genisses blanches furent amenées en ville par la porte Carmentale ; derrière elles, on portait deux statues en bois de cyprès de Junon Reine ; ensuite vingt-sept jeunes filles, vêtues de longues robes, marchaient en chantant, en l'honneur de Junon Reine, un hymne digne peut-être, à l'époque, des éloges d'esprits grossiers, mais qui paraîtrait maintenant rude à l'oreille et informe, si on le rapportait. Après ces rangs de jeunes filles venaient les décemvirs, couronnés de laurier et portant la robe prétexte. De la porte, par la rue des Jougs, on arriva au forum. Au forum la procession s'arrêta, et, faisant passer une corde par leurs mains, les jeunes filles, rythmant leur chant du battement de leurs pieds, dansèrent. Puis, par la rue des Toscans et le Vélabre, en traversant le marché aux bœufs, on arriva à la montée Publicius et au temple de Junon Reine. Là les décemvirs immolèrent les deux victimes (les genisses), et l'on porta dans le temple les statues en bois de cyprès. » |

Il est néanmoins important de noter que l'hymne a été écrit sur commande d'État et n’était donc pas une expression spontanée de l’art du poète ; sa réalisation a été confiée à Livius pour sa célébrité mais aussi pour les rapports qui le liaient au consul Marcus Livius Salinator, qui était chargé d’affronter l’armée carthaginoise d'Hasdrubal. L'armée romaine affronta l'ennemi carthaginois dans la sanguinaire bataille près du fleuve Métaure, où les légionnaires romains remportèrent la victoire en infligeant d’importantes pertes à l’ennemi et en détruisant complètement le corps expéditionnaire.
Après la victoire de Livius Salinator, l'État accorda à Andronicus de grands honneurs comme celui de pouvoir habiter près du temple de Minerve sur l'Aventin, en reconnaissance du lien étroit qui existait entre la religion romaine et l'activité poétique. Par la même occasion, fut institué près du même temple le collegium scribarum histrionumque, une association de type corporatif qui réunissait les acteurs et les auteurs de théâtre de Rome.
Livius Andronicus meurt à une date indéterminée, probablement en 204, en tout cas avant l'an 200, quand la composition d’un nouveau hymne sacré est confié à un autre auteur,. Au cours des dernières années de sa vie, il se consacre à son Odusia, traduction intégrale de l’Odyssée d'Homère, avec l’intention de créer un livre de textes qui permette de former les jeunes romains des générations futures.

## Œuvres

### Contexte culturel
Plusieurs formes de représentations théâtrales, qui trouvent leur origine aussi bien en Grèce que dans les traditions locales, s'étaient développées dans la péninsule Italique :
- le chant fescennin, qui était parfois accompagné de spectacles musicaux et dansés ou de jeux sportifs[21], en Étrurie et à Rome ;
- l'atellane dans le Sud de la Campanie[22] ;
- les tragédies burlesques ou jeu de Phlyax, sorte de tragicomédie, dans les colonies doriennes de l'Italie méridionale et de la Sicile[21]. À Tarente en particulier avait œuvré le poète Rhinthon, qui avait donné une forme littéraire à la parodie mythologique[23].

Bien qu'il fût de naissance et de culture grecques, c'est Livius qui posa les bases du latin littéraire.
Par rapport au grec, le latin était moins flexible, plus lourd et solennel, mais en même temps beaucoup plus incisif, comme le prouve l'usage fréquent de l'allitération et d'autres figures rhétoriques.

### Œuvres théâtrales

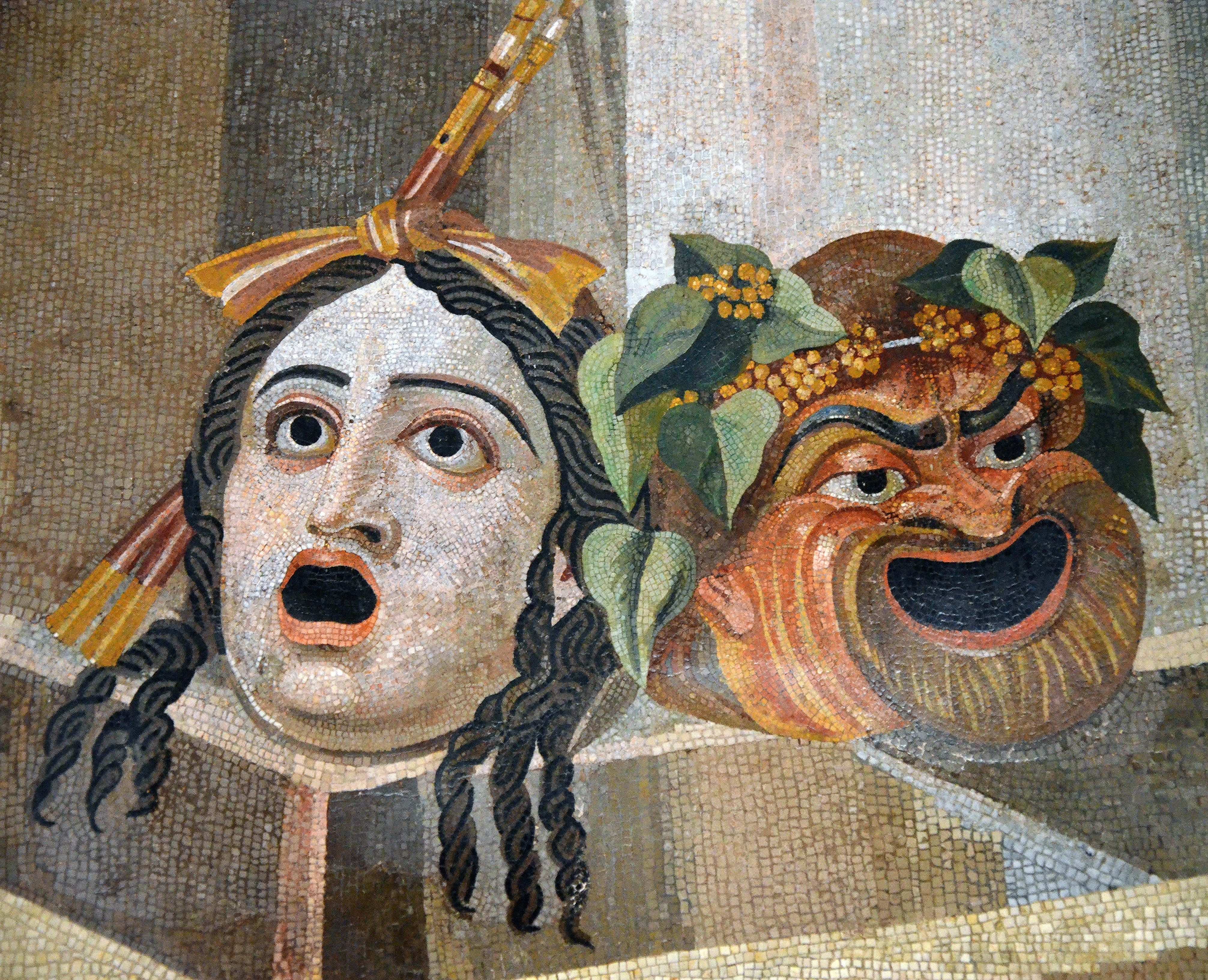
Mosaïque romaine du représentant les masques tragique et comique (Rome, musées du Capitole).

Livius Andronicus est considéré comme le premier auteur de la littérature latine : il fut le premier à composer une pièce de théâtre en latin, qui fut représenté en 240 aux Ludi scænici organisés lors de la victoire romaine de la première guerre punique. De cette œuvre il ne reste aucun fragment, et il n’est pas possible de déterminer s'il s’agit d’une comédie ou d’une tragédie,,.
L'apparition du théâtre littéraire provoqua à Rome l’émergence de pratiques nouvelles, comme celle du mécénat, où l'auteur s'associait à des magistrats (qui étaient souvent les commanditaires des œuvres) chargés d’organiser les ludi, la construction d'une structure permanente destinée au théâtre afin de pouvoir jouer la pièce, la constitution de compagnies théâtrales d'acteurs et de musiciens.

#### Musique et métrique
Livius privilégia l’élément musical qui était particulièrement important dans le théâtre pré-littéraire italique, mais limita le rôle du chœur grec, qui occupait en Grèce le rôle fondamental de paideia, les reléguant à quelques brèves interventions. Il développa les cantica, chants de mouvement lyrique en métrique d'origine grecque, dans lesquels alternent les diverbia, vers récités sans aucun accompagnement musical flanqués de « récitatifs », dans lesquels les acteurs conféraient une accentuation particulière aux vers avec l'accompagnement de la flûte.
Il décida d'utiliser les mètres dramatiques d'origine grecque et donc à caractère quantitatif ; néanmoins les mètres qu'il employa ont subi de profondes modifications au cours du temps en s'éloignant progressivement des lois quantitatives de la métrique grecque. Pour les parties dialoguées, il préféra le sénaire iambique, dérivé du trimètre iambique grec, tandis que pour les cantica, il existe de nombreuses preuves de l'usage du septénaire trochaïque, qui était assez diffusé dans la tragédie et dans la nouvelle comédie grecque. Le vers eut un succès majeur à Rome où il fut fortement utilisé par tous les dramaturges et devint partie intégrante de la culture populaire, de sorte qu'il était encore utilisé par les légionnaires de Jules César pour les Carmina triumphalia (it) récités pendant les triomphes de l’an 45. Il existe également des occurrences de vers crétiques dans l’Equos Troianus.

#### Tragédie
Les informations qui nous sont parvenues sont les titres des œuvres et quelques fragments de huit fabulæ cothurnatæ, c'est-à-dire des tragédies d'argument grec, mais il est probable qu'il en existait d’autres dont il ne reste aucune trace. Elles étaient construites par l’intermédiaire de l’imitatio (en) (traduction) ou l’æmulatio (de) (ré-élaboration artistique) d'originaux grecs, avec des références aux œuvres des grands auteurs tragiques comme Eschyle, Sophocle et Euripide. Parmi ces huit tragédies, cinq se rapportaient à l'argument du cycle troyen, qui racontait les gestes (ou haut-faits) de héros pendant la guerre de Troie :
- Achilles (Achille) était probablement basé sur les événements qui advinrent à Skyros au héros grec[33] ;
- Ajax mastigophorus (Ajax fustigatore ou Ajax porteur de fouet), tiré de l'Ajax de Sophocle, racontait l’histoire de l’assignation des armes d'Achille parmi les Achéens, de la folie et du suicide d'Ajax[33] ;
- Equus Troianus (Le cheval de Troie), basé sur le récit du cheval en bois et la chute de Troie[33] ;
- Ægisthus (Égisthe), thème de l’Orestie d'Eschyle, probablement traduit d'une œuvre qui ne nous est pas parvenue, racontait l’histoire du rapport adultérin entre Égisthe et Clytemnestre, épouse légitime d’Agamemnon[33] ;
- Hermiona (Hermione), probablement tirée de Sophocle, était basée sur la dispute mortelle entre Oreste et Néoptolème par la main du jeune Hermione[34].

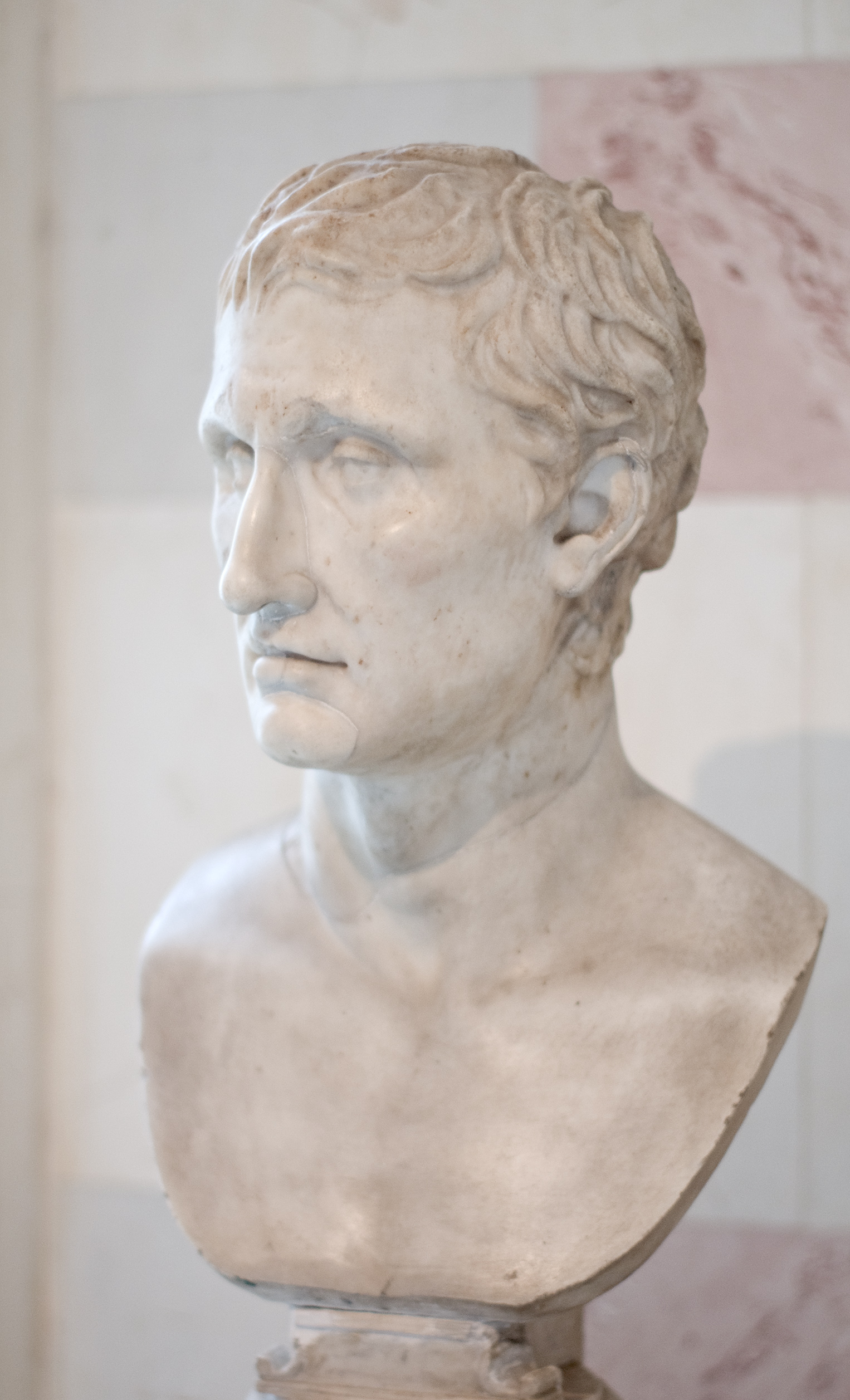
Copie romaine en marbre d'un buste grec de Ménandre, principal représentant de la comédie nouvelle, dont Livius s’est inspiré (Saint-Pétersbourg, musée de l'Ermitage).

Les tragédies restantes, caractérisées par un goût presque romanesque pour l'élément mélodramatique et une attention marquée pour les particularités aventureuses, étaient probablement inspirées par certains thèmes récurrents de la production tragique grecque post-classique, et ont pour source certains récits mythiques de la tradition grecque :
- Danaé – basée sur la légende qui voit Danaé, fille de Lacédémon roi de Laconie, fécondée par Jupiter et enfanter Persée[33] ;
- Andromède – basée sur le sauvetage d'Andromède d'un monstre marin par Persée[33] ;
- Tereus (Térée) – basée sur la légende de Térée, Philomèle et Procné qui, entachés de crimes terribles, sont transformés en oiseaux par la volonté divine[33].

Il est possible qu'il existait également une Ino, dont aucune trace ne nous est parvenue.

#### Comédie
Livius Andronicus, qui connaissait mal le latin vulgaire, langue du peuple, fut peu intéressé par le genre comique, et de fait ne compte pas parmi ses auteurs représentatifs. Il n'est par exemple pas mentionné par Térence dans son Andrienne, lorsqu'au vers 18 il énumère plusieurs auteurs comiques importants : Plaute, Nævius, Ennius.
Ses comédies, qui ressortissent au genre de la fabula palliata, remontent probablement à la première phase de son activité, quand il était encore le seul à Rome à réaliser des copies attiques. On le considère également comme le précurseur de la Comoedia togota, sorte de romanisation de la palliata. Toutes les œuvres se rattachent au genre de la comédie nouvelle, qui s'était développée à l'époque hellénistique et était basée sur la représentation de situations conventionnelles et réalistes de la vie quotidienne. Ce genre était plus facilement importable à Rome que la comédie ancienne d'Aristophane, basée sur la satire politique, interdite à Rome, et sur les références aux faits d'actualité.
De ses œuvres comiques, il ne reste que six fragments et trois titres dont deux sont incertains :
- Gladiolus (Le spadassin), basé sur les vicissitudes d'un soldat fanfaron et probablement situé à l'époque ayant directement suivi la mort d'Alexandre le Grand[33] ;
- Ludius (L'istrion ou probablement Le Lidius)[note 7] ;
- Verpus (Le circoncis) ou Virgus (La vierge) ou Vargus (L'homme aux pieds tordus)[38].

#### Citations
Les textes de Livius Andronicus sont assez méconnus du grand public, et donc peu de citations nous sont parvenus. Parmi ses citations les plus célèbres, on retrouve :
- "Et non gradum proximum progredi, si non festino." (à n'avancer qu'à tâtons, seulement ne pas avancer tu feras)

### Odusia

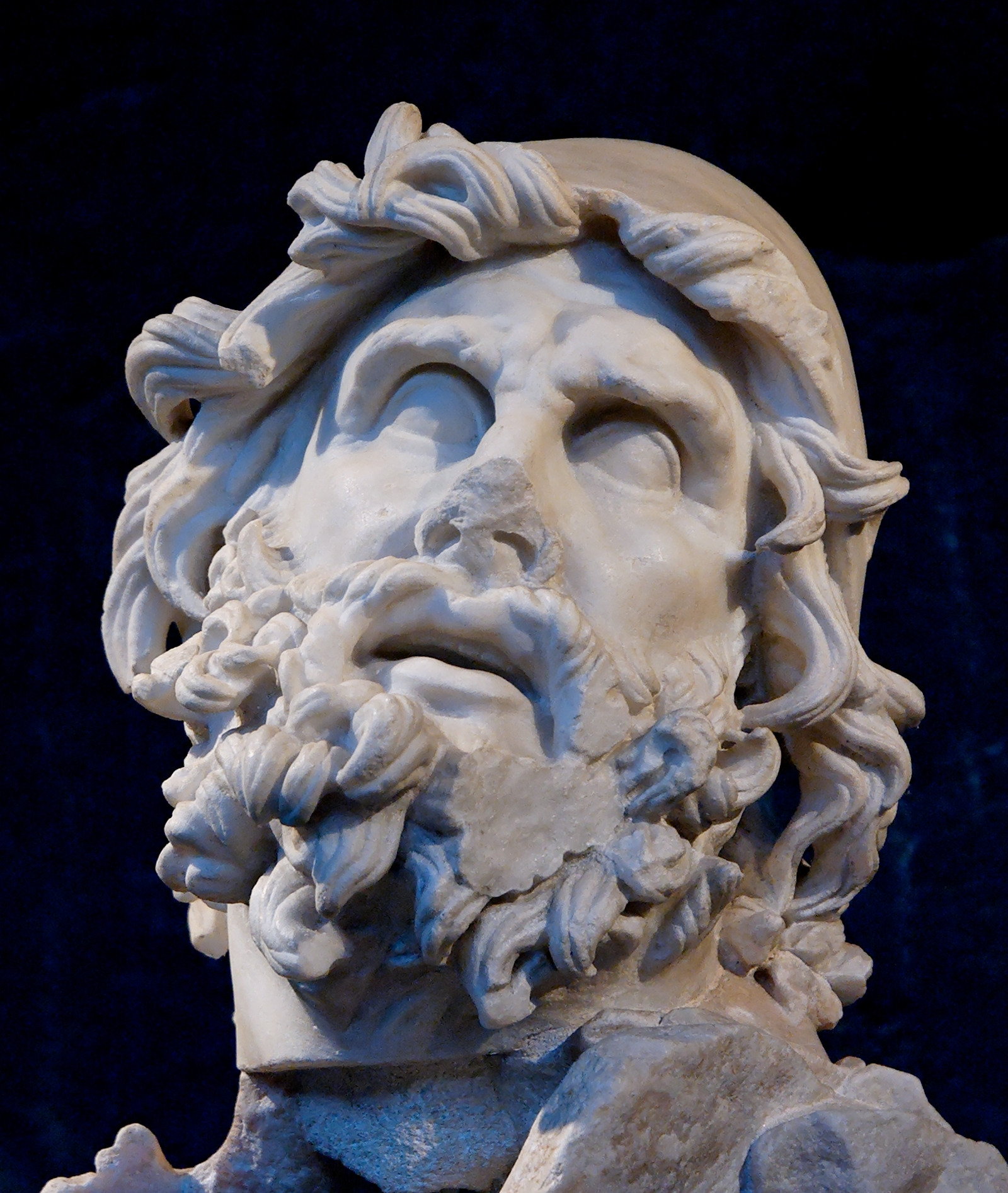
Statue en marbre représentant Ulysse, retrouvée dans la villa de Tibère à Sperlonga (Sperlonga, Museo Archeologico Nazionale).

Les premiers témoignages littéraires concernant la présence du genre épique à Rome remontent aux dernières années du IIIe siècle av. J.-C., avec Livius et Nævius, mais des formes épiques pré-littéraires existaient déjà auparavant. En effet les carmina convivalia, les carmen Priami ou les carmen Nelei célébraient l'histoire de la patrie et contribuaient à la création d'une matière légendaire et mythologique, point de départ du développement des œuvres épiques ultérieures.
Livius Andronicus, en qualité de grammaticus, voulut créer un texte destiné à l'usage scolaire : il traduisit à cette fin l’Odyssée dont l'auteur, Homère, était considéré comme le poète le plus illustre, tandis que l'épopée était le genre le plus noble et le plus important auquel un auteur puisse se consacrer. La culture hellénistique, qui avait influencé Livius, le porta à privilégier les aspects pathétiques et aventureux ainsi que les éléments fabuleux plutôt que les faits belliqueux qui distinguaient l'autre poème homérique, l’Iliade. De plus, le protagoniste de l'œuvre, Ulysse, était facilement assimilable à Énée, personnage légendaire considéré comme le fondateur de la souche romaine, qui avait erré en mer Méditerranée à la recherche d'une patrie. L'expansion de Rome en Italie du Sud et en Sicile, rendait particulièrement sensible le thème du voyage par mer que l'on retrouve parmi les arguments fondamentaux de l'œuvre. Enfin, au niveau moral, l’Odyssée reflète les valeurs romaines, comme la virtus ou la fides : Ulysse, fort et courageux comme tout héros homérique, est aussi très patient, sage et lié à la patrie et à la famille au point de refuser l'amour de Circé et Calypso ainsi que le don de l'immortalité que cette dernière lui avait offert ; en outre, Pénélope, l'épouse d'Ulysse, extrêmement réservée et fidèle à son mari lointain aurait incarné un modèle pour toutes les matrones romaines.
La traduction présentait néanmoins d'importantes difficultés : il dut faire d'importants choix lexicaux, syntaxiques et métriques afin d'adapter le texte à la langue et la culture latines, ainsi qu'à la religion romaine. L'appareil religieux romain lui imposait de traduire les noms des divinités originales et de remplacer les termes sacrés par leurs correspondants romains ; les motivations religieuses imposèrent aussi le choix du saturnien, vers latin archaïque, en lieu et place de l'hexamètre dactylique grec : il faisait ainsi référence à d'antiques pratiques religieuses romaines et conférait au texte un caractère solennel et sacré.
Les modifications apportées par Andronicus au texte original sont considérables : tout en restant plutôt fidèle à la structure et au contenu du texte d'Homère, il gonfla les effets pathétiques et dramatiques, et réorganisa sa forme en en faisant une traduction artistique. À certains endroits, il traduisait de façon très littérale, mais dans d'autres le faisait plus librement.
De l’Odusia nous sont parvenus environ quarante fragments. Dans la traduction du premier vers, Livius conserve la disposition et la valeur des termes, en substituant toutefois aux références aux Muses l'invocation des divinités romaines des Camènes ; l'original Ἄνδρα μοι ἔννεπε, Μοῦσα, πολύτροπον (« Dis-moi, Muse, cet homme subtil » dans la traduction de Leconte de Lisle) devient :
| « Virum mihi, Camena, insece versutum. » | « Chante moi, Camena, le héros à l'adresse multiforme. » |

## Accueil critique
Sa production théâtrale fut rapidement oubliée par la postérité et il n'est jamais apparu dans le canon des plus importants poètes comiques latins ; ainsi, lorsque Volcatius Sedigitus compile une liste, rapportée par Aulu-Gelle, des dix meilleurs auteurs de comédies latines, il n'y inclut pas Livius Andronicus.
Les avis des anciens érudits qui se prononcèrent sur son œuvre furent particulièrement sévères : Tite-Live décrit une de ses œuvres comme « un hymne digne peut-être, à l'époque, des éloges d'esprits grossiers, mais qui paraîtrait maintenant rude à l'oreille et informe, si on le rapportait ». Horace fut tout aussi intransigeant : « Je n'attaque point, je ne veux pas détruire les vers de Livius que me dictait, quand j'étais petit, je m'en souviens, le brutal Orbilius ; mais je m'étonne qu'ils semblent corrects, beaux et touchant presque à la perfection. », de même que Cicéron : « […] les pièces de Livius Andronicus ne méritent pas d'être lues deux fois. »
La renaissance archaïsante (en) du IIe siècle remet l'œuvre de Livius au goût du jour. Des études à caractère philologique et linguistique sur le texte de l’Odusia, qui constitue un des principaux documents de la littérature latine archaïque, sont entreprises.
Les historiens contemporains tendent néanmoins à réhabiliter au moins en partie son œuvre ; l’historien de la littérature latine Concetto Marchesi (it) écrit à ce sujet :

« Ce révélateur de la littérature grecque au peuple de Rome, cet inaugurateur du nouveau théâtre romain, qui donna à la poésie latine les nouveaux mètres dramatiques, payait chèrement son statut de primitif aux goûts raffinés de la postérité raffinée (lourd) et était accusé, peut-être injustement, de la faute somme toute honorable d'avoir maintenu, par respect d'une tradition sacrée, le vers saturnien national dans lequel il transcrivit les chants d'Homère et leva à la divinité le premier hymne poétique latin, interprète de l'âme supplice (?) de Rome. »

Cet avis concorde avec celui de l'historien du théâtre latin William Beare :

« Rétrospectivement, les Romains considérèrent Andronicus comme une figure respectable, mais un peu incolore. Son importance est celle d'avoir été un pionnier. Il trouva Rome sans littérature et sans drame écrit. Il traça les rails le long desquels la tragédie et la comédie étaient destinées à se développer pendant cent cinquante ans. »